# Dąbrowica (powiat niżański)
Dąbrowica – wieś w Polsce położona w województwie podkarpackim, w powiecie niżańskim, w gminie Ulanów. Leży na pograniczu Równiny Biłgorajskiej i Płaskowyżu Tarnogrodzkiego, nad Tanwią.
| SIMC    | Nazwa   | Rodzaj    |
| ------- | ------- | --------- |
| 0809049 | Bór     | część wsi |
| 0809055 | Buława  | część wsi |
| 0809061 | Gajówka | część wsi |
| 0809078 | Konie   | część wsi |
| 0809084 | Nadtamy | część wsi |

7 października 1943 Niemcy spacyfikowali wieś. Pięciu mieszkańców zastrzelili, a wielu pobili do nieprzytomności chcąc wymusić zeznania.
W Dąbrowicy jest kościół filialny pw. Maryi Wspomożenia Wiernych należący do parafii św. Jana Chrzciciela i św. Barbary w Ulanowie. Do roku 2010 znajdowała się tu również filia Zespołu Szkół w Kurzynie Średniej, a mianowicie klasy 1-3 szkoły podstawowej.
Wieś znajduje się w ciągu drogi wojewódzkiej 858 (Zarzecze - Szczebrzeszyn), na niektórych mapach przejezdnej, lecz ciągle nie ukończonej, gdyż między Dąbrowicą a miejscowością Sieraków jest to droga gruntowa. 
W latach 1975–1998 miejscowość należała administracyjnie do województwa tarnobrzeskiego.